# Williams Peak
Williams Peak är en bergstopp i Antarktis. Den ligger i Östantarktis. Nya Zeeland gör anspråk på området. Toppen på Williams Peak är 1 700 meter över havet.
Terrängen runt Williams Peak är varierad. Trakten är obefolkad. Det finns inga samhällen i närheten. 